# Fundació Bíblica Catalana
La Fundació Bíblica Catalana és una institució dedicada a la publicació en català de llibres bíblics. Començà amb el moviment bíblic de la primera meitat del segle xx i la Fundació Sant Damas, estructurada per Miquel d'Esplugues. El 1922 passà a ser Fundació Bíblica Catalana gràcies al suport econòmic de Francesc Cambó.
Del 1928 al 1948, publicà en quinze volums i traduïda de l'hebreu i del grec, una versió catalana completa de la Bíblia, de gran qualitat literària. El 1968, una nova versió, que simplificava el llenguatge de la primera, fou editada en un sol volum.
L'any 1999 amb el nom de Col·lecció Bíblica Catalana i Col·lecció Hebraico-Catalana, s'integrà a la Institució Cambó.

## Bíblia de la Fundació Bíblica Catalana
- Synopsis evangelica / textum graecum quattuor evangeliorum de Marie-Joseph Lagrange, versió catalana i notes de Lluís Carreras i Mas i Josep Maria Llovera i Tomàs. Barcelona : Alpha, 1926.
- Bíblia vol. I. Gènesi; Èxode / versió dels textos originals, introduccions i notes de: Carles Cardó, P. Antoni Maria de Barcelona, Josep Maria Millàs i Vallicrosa. Barcelona : Fundació Bíblica Catalana : Alpha, 1928
- Bíblia vol. II. Levític; Nombres; Deuteronomi / versió dels textos originals, introduccions i notes de Carles Cardó, P. Antoni Maria de Barcelona, J. M. Millàs i Vallicrosa. Barcelona : Fundació Bíblica Catalana : Alpha, 1929
- Bíblia vol. III. Josuè / traducció, introducció i notes de: Enric Bayon. Jutges; I i II de Samuel / traducció, introducció i notes de: P. Marc de Castellví. Rut / traducció de Carles Riba. Barcelona : Alpha, 1930
- Bíblia vol. IV. I i II dels Reis; I i II de les Cròniques / notícies preliminars, traducció i notes del P. Marc de Castellví. Barcelona : Fundació Bíblica Catalana : Alpha, 1933
- Bíblia vol. V. Esdras / traducció de Josep Maria Tous i Maroto; Nehemias / traducció de Miquel Balagué; Tobias / Cebrià Montserrat i Roig; Judit / traducció d'Albert Bertomeu; Ester / traducció de Marc de Castellví; I i II dels Macabeus / traducció d'Albert Bertomeu. Barcelona : Fundació Bíblica Catalana : Alpha, 1935
- Bíblia vol. VI. Job; Proverbis; Eclesiasta / versió dels textos originals, introduccions i notes de: Gumersind Alabart, Carles Cardó, P. Antoni Maria de Barcelona. Barcelona : Fundació Bíblica Catalana : Alpha, 1930
- Bíblia vol. VII. Càntic dels càntics / versió del Dr. Carles Riba; introducció del Dr. Cebrià Montserrat i notes dels Drs. Montserrat i Riba. Salms / introducció, versió i notes del Dr. Carles Cardó. Llibre de la Saviesa / introducció, versió i notes del Dr. Ramon Roca i Puig. Barcelona : Fundació Bíblica Catalana : Alpha, 1948
- Bíblia vol. VIII. Eclesiàstic; Isaïas / introducció, versió i notes de Ramon Roca-Puig, revisió de C. Cardó; introducció, versió i notes exegetiques de Carles Cardó, notes filològiques i revisió de J. Millas Vallicrosa. Barcelona : Alpha, 1935
- Bíblia vol. IX. Jeremias; Baruc / [introduccions, versió i notes:] Marc de Castellví i Ramón Roca i Puig; [revisió:] Josep Maria Millàs i Vallicrosa. Ezequiel. [introducció, versió i notes de] Josep Trepat i Trepat. Barcelona : Alpha, 1946
- Bíblia vol. X. Daniel; i els Dotze profetes menors / versió dels textos originals, introduccions i notes del Dr. Joan Baptista Manyà Alcoverro; revisió del P. Marc de Castellví. Barcelona : Fundació Bíblica Catalana : Alpha, 1934
- Bíblia vol. XI. Evangelis de Sant Mateu i Sant Marc per Antoni Maria de Barcelona. Barcelona : Fundació Bíblica Catalana : Alpha, 1931
- Bíblia vol. XII. Evangelis de Sant Lluc i de Sant Joan per Antoni Maria de Barcelona. Barcelona : Fundació Bíblica Catalana : Alpha, 1933
- Bíblia vol. XIII. Actes dels Apòstols / text revisat, traducció, introducció i notes de: Carles Cardó, P. Antoni Maria de Barcelona. Lletra als Romans / traducció del Dr. Cebrià Montserrat; notes del Dr. Alfons Maria Ribó. Barcelona : Fundació Bíblica Catalana : Alpha, 1929
- Bíblia vol. XIV. Lletres de sant Pau : de Primera als Corintis a Hebreus / versió catalana, introducció i notes del Dr. Carles Cardó; notes històriques, geogràfiques i crítiques del Dr. Cebrià Montserrat. Barcelona : Fundació Bíblica Catalana : Alpha, 1932
- Bíblia vol. XV. Lletres catòliques / text revisat, introducció i notes exegètiques del Dr. Ramon Roca-Puig; revisió del Dr. C. Cardo. Apocalipsi de sant Joan / text revisat, introducció i notes exegètiques del R.P. Josep Trepat i Trepat; revisió del R.P. Nolasc del Molar. Barcelona : Fundació Bíblica Catalana : Alpha, 1936